# Serina (Lombardei)

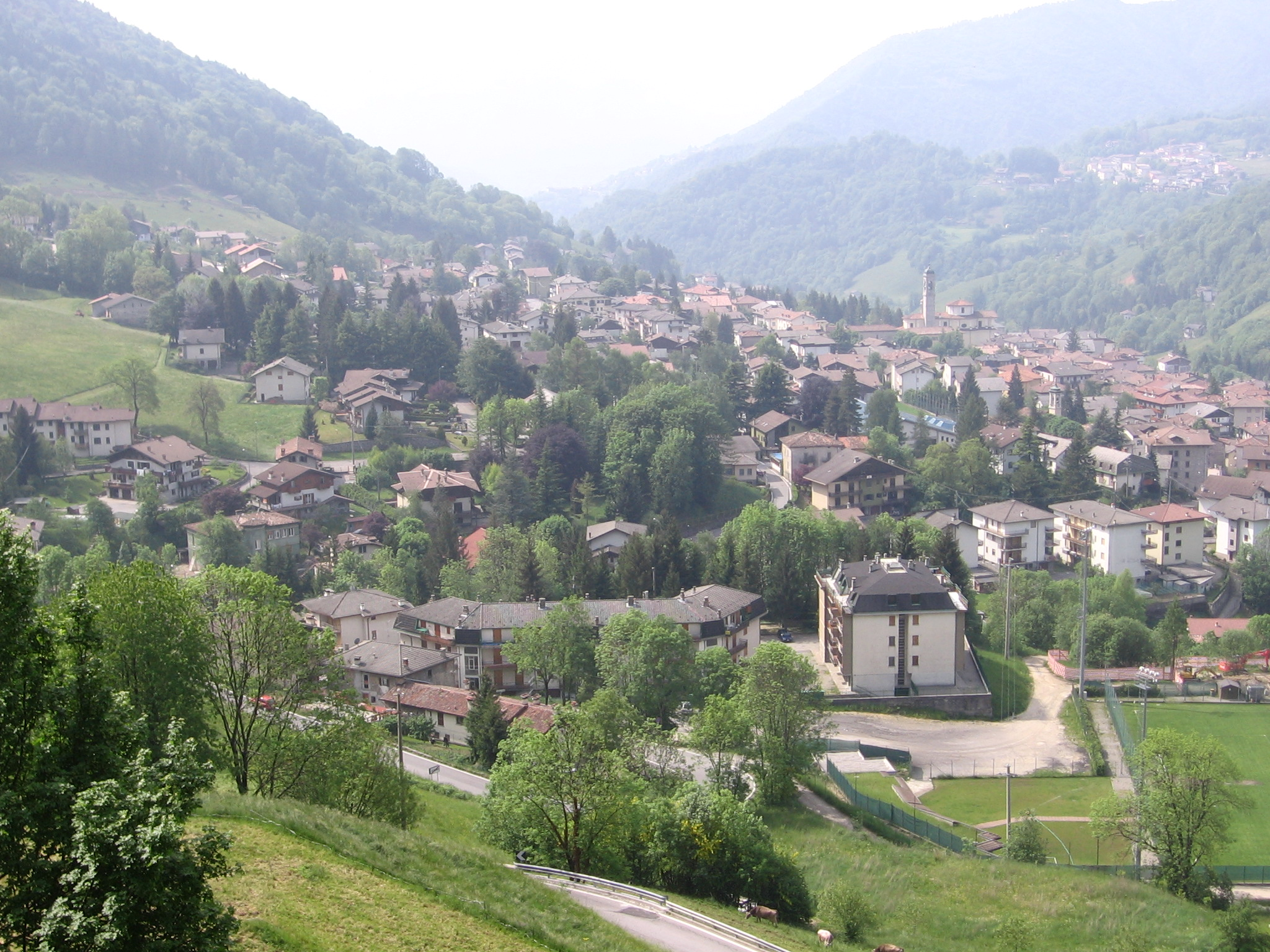
Panorama von Serina

Serina ist eine norditalienische Gemeinde (comune) mit 2057 Einwohnern (Stand 31. Dezember 2023) in der Provinz Bergamo in der Lombardei. 
Die Gemeinde liegt im Val Serina etwa 30 Kilometer nördlich von Bergamo und umfasst die Fraktionen Bagnella, Corone, Leprenno und Valpiana. 
Östlich von Serina fließt der Brembo durch das Val Brembana. 

## Persönlichkeiten
- Benedetto Carrara (* 1955), Skilangläufer